# Guzki Lischa

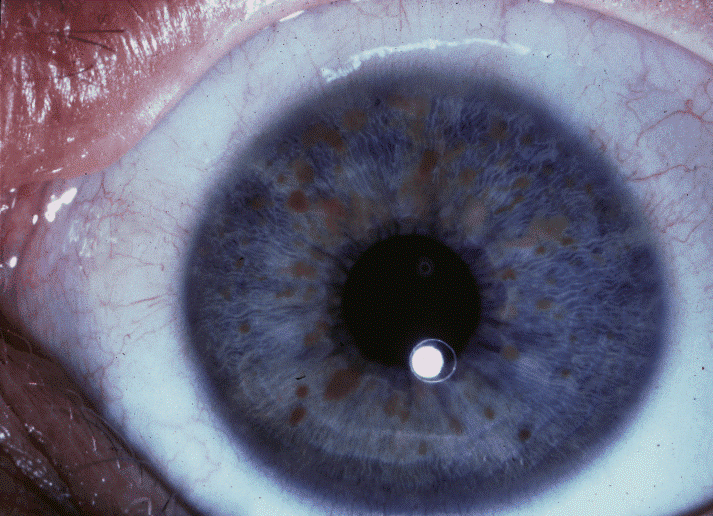
Zmiany tęczówki o charakterze guzków Lischa u pacjenta z podejrzeniem choroby von Recklinghausena

Guzki Lischa (ang. Lisch nodules) – guzkowate zmiany tęczówki, występujące u pacjentów z nerwiakowłókniakowatością typu 1. Widoczne są dobrze w lampie szczelinowej. Histologicznie są to hamartomata.
Przypuszczalnie pierwszy opis zmian ocznych w przebiegu nerwiakowłókniakowatości typu 1 przedstawili Snell i Treacher Collins w 1903 roku. Japońska okulistka Tsuya Sakurai przedstawiła swój opis w 1935 roku. Późniejszy o dwa lata opis austriackiego oftalmologa Karla Lischa zdobył jednak największe uznanie i od jego nazwiska zmiany te wzięły używaną do dziś nazwę, chociaż zasugerowano zasadność używania terminu guzków Sakurai-Lischa.